# イサーク・アルベニス
イサーク・マヌエル・フランシスコ・アルベニス・イ・パスクアル（Isaac Manuel Francisco Albéniz y Pascual, カタルーニャ語: Isaac Albéniz i Pascual, 1860年5月29日 - 1909年5月18日）は、スペインの作曲家・ピアニストであり、スペイン民族音楽の影響を受けた作品で知られる。

## 人物・概要
カタルーニャのカンプロドンで生まれ、4歳の時にピアノ演奏をするほどの天才児だった。イサーク（イサク）という名前を根拠に、アルベニス自身は自らをユダヤ人と信じがちだったが、無二の親友だったヴァイオリニストのエンリケ・アルボスによるとアルベニスはユダヤ人ではなかったという。
ライプツィヒの音楽院で短期間学んだ後、1876年にブリュッセル王立音楽院で学ぶ。1880年にブダペストに赴いてフランツ・リストに師事しようとしたが、当時リストはヴァイマルにいたため会えなかった。なお、少年時代については「7歳でパリ音楽院を受験し、一次試験には受かったが、鏡にボールをぶつけて割ってしまい、試験官に追い出された」、「10歳で家出して、演奏しながら国内を放浪した」、「12歳のときには1人で中南米に密航」した、などと、これまで世界を股に翔けた冒険物語として伝記等で知られてきたが、これらはアルベニス自身の話を書き留めたものでほとんどが嘘であることが判明している。
1883年、教師で作曲家のフェリペ・ペドレルに会い、『スペイン組曲 作品47』などのスペイン音楽の作曲を勧められる。また同年に生涯の伴侶となる妻のロジーナ・ホルダーナと結婚する。妻は元々弟子のひとりで、結婚後は一男二女をもうける。
1890年代にはロンドンとパリに住み、主として劇場作品を作曲した。近年になって英語による『マーリン』が録音された。
1890年代までは、ワルツやエチュード、ピアノソナタ、スペイン風の小品集などロマン派の書法によるサロン的なピアノ曲を多数残したが、1897年の『ラ・ベーガ』以降は高度なピアノ技巧と旋法などを駆使した独自の作風を確立する。
1900年、腎臓病（当時のブライト病）を患い、ピアノ曲の作曲に戻った。1905年から1909年の間に、最も良く知られた作品である、ピアノによる印象を描いた12曲からなる「イベリア」を書いた。これはスペイン音楽としてだけではなく、古今のピアノ作品の中でも傑作として演奏会でも取り上げられる機会の多い作品集である。なお、これらはギター用に編曲・演奏される機会が多い。
1903年に即興演奏を3テイク録音に残している。この録音は、ミルトン・ローファーによって採譜され、ヘンレ社からCD付き楽譜として出版されている。ちなみに2003年から2011年までマドリード市長を務めたアルベルト・ルイス＝ガリャルドンと、第6代フランス大統領ニコラ・サルコジの2度目の夫人であるセシリアはアルベニスの曾孫である。
1909年、フランスのピレネー山中のカンボ・レ・バンで腎疾患のため亡くなり、バルセロナのモンジュイック墓地に埋葬された。絶筆の『アスレーホス』は友人のエンリケ・グラナドスにより完成された。

## 作品
作品の大部分がピアノ曲であり、その他に歌劇なども残している。ただし、オーケストレーションは苦手だったらしく、「ピアノ協奏曲」と「カタルーニャ狂詩曲」は友人トマス・ブレトンの手を借りたことが書簡から判明している。

### 歌劇
- 魔法のオパール
- サルスエラ「花盛りのサン・アントニオ」
- ヘンリー・クリフォード（英語版）
- マーリン（英語版）
- ランスロット（未完）
- ペピータ・ヒメネス（英語版）

### 管弦楽曲
- 狂詩曲「カタルーニャ」

### 協奏曲
- ピアノ協奏曲イ短調 Op.78「｢幻想的協奏曲」（1967年にスコア発見。「第1番」として発表されたが、2曲目以降は残っていない）
- スペイン狂詩曲 Op.70（管弦楽パート紛失、ジョルジェ・エネスクらによる管弦楽補作あり）

### ピアノ曲
- 古風な組曲
- マズルカ
- スペイン舞曲
- 舟歌
- 組曲「エスパーニャ」Op.165 全6曲。第2曲「タンゴ」が有名。第3曲「マラゲーニャ」はギター編曲がしばしば演奏される。
- 組曲「イベリア」全12曲
- ピアノソナタ（6?曲、一部紛失）
- ラ・ベーガ
- アスレホス（未完、グラナドス補筆完成）
- ナバーラ（未完、セヴラック補筆完成。ウィリアム・ボルコムによる補筆版もあり）
- スペインの歌 Op.232
- スペイン組曲。全8曲だが、うち4曲はアルベニスの没後に他の作品から追加したもの。
  - アストゥリアス（伝説）
- 演奏会用アレグロ

### 歌曲
- 6つのバラード
- ベッケルの詩